# Константовка
Конста́нтовка, до 1931 Константи́новка (укр. Костянтівка) — село Змиёвского района Харьковской области, Украина.
Код КОАТУУ — 6321781005. Население по переписи 2001 года составляет 424 (189/235 м/ж) человека.

## Географическое положение
Село Константовка находится у истоков реки Боровая (левый приток реки Мжа) между реками Мжа (8 км) и Уды (5 км). В 3 км от села расположена железнодорожная станция Звидки.

## Происхождение названия
В некоторых документах встречается украинизированное название Константивка.
Село названо по имени первого владельца — Константина Григорьевича Донец-Захаржевского изюмского полковника, сына Григория Ерофеевича Донец-Захаржевского, харьковского полковника.

## История
- 1689 — земли, принадлежавшие частью борковским жителям, лишившимся их за «воровство», частью оставшиеся не занятыми, даны были изюмскому полковнику Константину Григорьевичу Донцу в поместное владение царскою грамотою 1689 года, и утверждены за детьми его жалованной грамотой от 12 июля 1693 года в награду «за многие службы деда их Григория и за службу и смерть отца их Константина», убитого в сражении с татарами. Возможно, именно тогда село получило название Константиновка (укр. Костянтинівка).
- 1689—1871 годы — имение Донцов-Захаржевских.
- Первый храм в честь Рождества Пресвятой Богородицы построен не позже 1690 года.
- 1798 — надворный советник Андрей Михайлович Донец-Захаржевский построил новый каменный храм Рождества Пресвятой Богородицы, на месте старой церкви. Архитектором был Петр Антонович Ярославский, Харьковский городской архитектор.
- 1871 — последний в роде Донцов-Захаржевских, действительный статский советник Дмитрий Андреевич, был задушен племянником своим Похвисневым. Село переходит к его зятю графу Головкину-Хвощинскому.
- По исповедной росписи за 1737 года значится при Константиновской (Рождества Богородицы) церкви: духовных 24 муж., 26 жен. душ; подданных черкасов помещика Михаила Захаржевского и а) рядовых казаков 118 муж., 104 жен.; б) посполитых черкасов 290 муж., 218 жен.; в) работников 6 муж., 2 жен.; г) богаделенных 10 муж., 4 жен. душ. Затем было прихожан:
  - 1770 год — 419 муж., 407 жен.
  - 1790 год — 407 муж., 408 жен.
  - 1810 год — 429 муж., 426 жен.
  - 1830 год — 468 муж., 465 жен.
  - 1850 год — 520 муж., 537 жен. душ.
- 1931 год — переименовано в Константовка, чтобы не путать с нп, названными до революции в честь Великого князя Константина (укр. Костянтівка).
- В 1940 году, перед ВОВ, в селе было 378 дворов, озеро, церковь и сельсовет.[1]
- С 7 октября 1941 года по 27 августа 1943 года — село с перерывом в феврале-марте 1943 было оккупировано немецкими войсками.
- 27 августа 1943 года, в ходе Белгородско-Харьковской операции, части 113-й стрелковой дивизии освободили село от немецких войск.

## Село в годы войны
С 7 октября 1941 село было оккупировано немецкими войсками. Оккупация длилась по 10 марта 1943 года. После контрнаступления немецких войск, село вновь оказалось оккупированным (15 марта 1943 года, по 27 августа 1943 год).
Не задолго до оккупации Харьковской области, на Змиевщине Харьковским обкомом были созданы партизанские отряды № 65 и № 66. В сферу деятельности отряда № 66 входили: села Соколово, Чемужевка, Генеевка, Шелудьковка, Красная Поляна, Боровая, Островерховка и Константовка. Командиром партизанского отряда № 66 был И. С. Любченко, комиссаром — П. Н. Воробьев.

## Исторические районы
Несмотря на свои скромные размеры, село (ранее слобода) делится на несколько исторических районов
- Село — нагорная часть села.
- Комаровка — центральная часть села. Современная улица Донец Захаржевского (бывшая Ленина)
- Лиски — низменная часть села. В близости от озера в центре села. Переходит в урочище Маджарене.
- Нахаловка — часть села, относительно недавней застройки. 60-е гг. По периметру села. В районе кладбища.
- Горячее — окраинная, старая часть села. Располагается со стороны ЛЭП.
- Костино — интересно, что данное название совпадает с названием села, так же с находящимся рядом урочищем.
- Высранка — ранее окраина села, выселки.
- Новосёловка — часть села застроенная плановыми домами в конце 80-х годов 20 века. Заселены переселенцами.

## Экономика
- Молочно-товарная ферма.
- Теплицы.
- Газифицирована

Интернет

## Объекты социальной сферы
- Фельдшерско-акушерский пункт (не работает).
- Почтовое отделение.

## Достопримечательности
- Братская могила советских воинов, погибших при освобождении села, в 1943 году, во время ВОВ.
- Памятный знак, посвящённый освобождению села Советскими войсками, в 1943 году, во время ВОВ.
- Памятный знак, посвящённый освободительным боям против немецких захватчиков в 1918 году под руководством тов. Артёма.

- Братская могила. Памятник погибшим при освобождении села от немецко-фашистских захватчиков
- Памятник, посвящённый освобождению села от немецких войск
- Памятный знак, посвящённый освободительным боям против немецких захватчиков в 1918 году

## Исторические факты
- Основой коллекции насекомых и минералов Харьковского музея природы, стала личная коллекция Дмитрия Андреевича Донец-Захаржевского. Большинство её экспонатов были собраны в окрестностях села.
- Так как Рождественско-Богородичный храм, располагавшийся в селе был уничтожен в 1963 году, то большинство могил находящихся в его черте были уничтожены тоже, родовой склеп был замурован. Единственное надгробие сохранившееся с дореволюционного периода, находится на территории сельского кладбища.

- Надгробие
- В таком состоянии сейчас находится могила

- Согласно «Историко-статистическому описанию Харьковской епархии» (Филарет) в Константиновской Рождественско-Богородичной церкви находилась чудодейственная икона Казанской Божьей Матери.

Древнему храму Константиновки принадлежит находящаяся в нынешнем Казанская икона Божией Матери, которая с давнего времени и поныне оказывает над верующими молитвенниками чудесную силу. При храме, лет 30 тому назад, были записки как о начале проявления знамений сей иконы, так и о разных опытах чудесной силы её, но к сожалению записки эти затерялись. По преданию известно только то, что святая икона сперва находилась в доме благочестивого жителя Константиновки Якима Ефименка и по проявлении некоторых знамений, перенесена во храм. В последние 30 лет совершилось довольное число чудесных дел, при сей иконе, засвидетельствованных очевидцами и несомненных по всем обстоятельствам. Благоговея к сей иконе, надворный советник Андрей Михайлович Донец-Захаржевский своим иждивением устроил каменную церковь в связи с колокольней в итальянском вкусе. По окончании каменной работы, он украсил её в таком же вкусе живописным иконостасом и киотами для иконы Богоматери и Чудотворца Николая.

После того как функционирование церкви было прекращено в 1930-е годы, вся церковная утварь, так же и икона Казанской Божьей Матери, бесследно исчезли.

## Экология
- Рядом с селом проходит ЛЭП 330 кВ.